# Ангелско личице (теленовела, 2016)
„Ангелско личице“ (на португалски: Carinha de Anjo) е бразилска теленовела, произведена и излъчена от SBT от 21 ноември 2016 г. до 6 юни 2018 г.

## Актьори
- Лорена Кейроз – Дулсе Мария Резенде Лариос
- Биа Арантес – Сесилия Сантос
- Карло Порто – Густаво Лариос
- Присила Сол – Естефания Лариос
- Дани Гондим – Никол Ескобар
- Карин Хилс – Фабиана Тейшейра
- Елиана Гутман – Маристела Лопес
- Лусеро – Тереза Резенде Лариос